# Dicliptera siamensis
Dicliptera siamensis är en akantusväxtart som beskrevs av Imlay. Dicliptera siamensis ingår i släktet Dicliptera och familjen akantusväxter. Inga underarter finns listade i Catalogue of Life.